# Euploea dufresneyi
Euploea dufresneyi är en fjärilsart som beskrevs av Moore 1883. Euploea dufresneyi ingår i släktet Euploea och familjen praktfjärilar. Inga underarter finns listade i Catalogue of Life.